# Filippo Anfuso

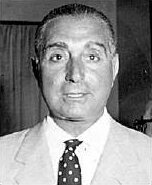
Filippo Anfuso

Filippo Anfuso (ur. 1901, zm. 1963) – włoski dyplomata.
W latach 1919–1920 wziął udział w opanowaniu Fiume. Od 1925 pracował w służbie dyplomatycznej. W 1938 objął obowiązki szefa gabinetu Galeazzo Ciano. Od 1941 do 1943 był ambasadorem Włoch w Budapeszcie, od 1943 do 1945 - ambasadorem Włoskiej Republiki Socjalnej w Niemczech. W 1945 został wiceministrem spraw zagranicznych, w tym samym roku udał się jednak na emigrację. Skazany na karę śmierci za kolaborację z Niemcami, w 1949 wyrok został uchylony. Później działał w ugrupowaniach neofaszystowskich. Dzięki Moviemento Sociale Italiana wszedł w 1953 do parlamentu.